# De neus van Pinokkio
De neus van Pinokkio is een komisch spelprogramma uit 2013 en 2014 op de Belgische zender Eén. Het programma wordt gepresenteerd door Bart Peeters. In het panel zitten Adriaan Van den Hoof en Tine Embrechts. De deelnemers zijn twee andere Bekende Vlamingen.
De naam verwijst naar het verhaal van Pinokkio, wiens neus langer werd als hij loog.

## Spel
In het programma laten Van den Hoof en Embrechts onder andere televisiefragmenten zien die al dan niet werden uitgezonden. Het publiek en de gasten dienen te gokken welke het valse of echte fragment is. Per goed antwoord dat een toeschouwer uit het publiek geeft, gaat er een bepaald geldbedrag in een pot. De gast en toeschouwer die als snelste de meeste juiste antwoorden hebben gegeven, gaan naar de finaleronde. Daar kan de toeschouwer het geldbedrag winnen als hij binnen een minuut vijf goede antwoorden kan geven. Wanneer de gast ook vijf goede antwoorden geeft, wordt het geldbedrag verdubbeld.

## Rondes
- In de eerste ronde wordt een filmfragment getoond met daarin bijvoorbeeld de spelassistente, een speler die flatert met een antwoord, een hevige discussie tussen een presentator en zijn gast, ... Na het fragment komen twee personen de studio binnen. Een van hen was te zien in het bewuste fragment. Bedoeling is dat men de correcte persoon aanduidt.
- In de tweede ronde worden twee vergeten filmfragmenten uit de oude doos getoond. De fragmenten worden gespeeld door Peeters, Van den Hoof en Embrechts. Op het einde van de spelronde wordt het originele bestaande fragment getoond.
- De derde spelronde is een reportage over een sterk verhaal waarin een Vlaming op een of andere manier een connectie zou hebben met een internationale ster of waar een Bekende Vlaming een geheim van zichzelf prijsgeeft. Men dient te gokken of het verhaal waar of niet waar is.
- In de vierde ronde worden twee bizarre spelprogramma's of reclamespots getoond. Een programma daarvan werd verzonnen door de "De neus van Pinokkio", het andere bestaat effectief. Bedoeling is om het echte programma aan te duiden.
- Doorlopend worden drie personen voorgesteld die een bepaald beroep of hobby uitvoeren zoals een schlagerzanger of een levend standbeeld. Een van de drie personen is nep en dient men aan te duiden.
- In de finaleronde worden allerhande feiten gezegd over (inter)nationale sterren. De finalisten moeten gokken of het feit echt of vals is.

## Enkele voorbeelden
- In Vlaanderen woont een geluid- en lichttechnicus die regelmatig samenwerkt met U2. Zij noemen de Belg "The Smasher" omdat hij ooit eens een projector op de grond smeet. Voor zijn veertigste verjaardag vroeg U2 stiekem aan de Belg zijn vrouw om hun voordeur op te sturen naar Finland waar de groep en de Belg toen verbleven. Uiteindelijk werd een binnendeur opgestuurd. De bandleden hebben op die deur hun verjaardagswensen gezet en deze vervolgens teruggestuurd tezamen met een videoboodschap. Het verhaal bleek waar te zijn en de deur en videoboodschap werden getoond als bewijs.
- In Spanje wordt een televisieprogramma uitgezonden met koppels als deelnemers. De vrouw draagt een bikini en zit op een rooster dat boven een brandende barbecue hangt. De presentator stelt diverse vragen aan de man over hun relatie. Deze vragen werden backstage ook al gesteld aan de vrouw. Wanneer de man een ander antwoord geeft dan de vrouw, zakt het rooster en komt de vrouw dichter bij de barbecue. Is het antwoord hetzelfde, dan krijgt de speler een bepaald geldbedrag. De vrouw kan het spel op elk ogenblik stoppen door "diabolo" te roepen, wat meestal gebeurt wanneer zij op enkele centimeters boven de barbecue hangt. Het koppel verliest dan en krijgt ook geen geld. De show bleek verzonnen te zijn.
- "Jacks little secret" is een Amerikaanse realityshow waar een man en enkele vrouwen voor enige tijd samenwonen in een luxueuze villa. De bedoeling is dat de man op het einde van het seizoen een vrouw vindt voor een vaste relatie. De vrouwen vinden Jack allemaal zeer sympathiek en voelen zich allemaal tot hem aangetrokken. Helemaal op het einde van de serie kiest Jack de vrouw van zijn dromen en verklapt haar zijn grootste geheim: hij heeft geen geslachtsdeel meer. Deze show was verzonnen door De neus van Pinokkio.
- Hilde Crevits heeft een oom die jaren geleden naar Amerika vertrok. Daar vond hij werk in een muziekstudio waar hij zijn toekomstige vrouw ontmoette: Roxie Roker. Roker was een gekende zangeres en speelde de rol van Helen Willis in de sitcom The Jeffersons. Bij zijn aankomst in Amerika moest de oom uiteraard een immigratieprocedure volgen. Daar werd een fout gemaakt waardoor zijn achternaam veranderde in Kravitz. De oom en Roxie Roker kregen een zoon die later wereldberoemd werd: de zanger Lenny Kravitz. Lenny zou dus bijgevolg een neef zijn van Hilde Crevits. Het verhaal was verzonnen door De neus van Pinokkio.
- Luc Appermont, jarenlang gekend in Vlaanderen als de ongetrouwde ideale schoonzoon en op latere leeftijd uit de kast kwam toen bleek dat hij een relatie had met zanger Bart Kaell, heeft een kleinkind in Manilla dat eveneens Luc heet.  Het verhaal is waar: Luc heeft een adoptiedochter in de Filipijnen. Deze ondertussen volwassen vrouw heeft een dochter met de naam Luc.[1]
- Op de Japanse televisie is een spelshow waar een van de assistentes halfnaakt achter een doek staat. De deelnemers van de show bestaan enkel uit mannen. Hoe meer punten men scoort, hoe hoger het doek optilt. Bedoeling is om zulke hoge score te behalen dat de assistente volledig zichtbaar wordt. De show blijkt echt te bestaan.
- Nicole en Hugo hadden vroeger een schoothondje. Nadat het beest stierf, besliste Hugo om een beetje hondshaar bij te houden in een klein kokertje. Ook werd de hond opgezet. Regelmatig zet Hugo de opgezette hond terug in zijn mandje om samen naar de televisie te kijken. Hij neemt het dode dier zelfs af en toe mee naar bed. Het verhaal was verzonnen hoewel de hond heeft bestaan en Hugo effectief een kokertje heeft met daarin een plukje haar.

## Kijkcijfers
Seizoen 1
| Afl. | Datum van uitzending | Bekend duo                      | Aantal kijkers |
| ---- | -------------------- | ------------------------------- | -------------- |
| 1    | 31 maart 2013        | Lieven Scheire, Siska Schoeters | 1.046.041      |
| 2    | 7 april 2013         | Henk Rijckaert, Liesa Naert     | 936.876        |
| 3    | 14 april 2013        | Maaike Cafmeyer, Luc Appermont  | 876.449        |
| 4    | 21 april 2013        | Bart De Pauw, Ben Segers        | 908.585        |
| 5    | 28 april 2013        | Erik Van Looy, Frieda Van Wijck | 922.954        |
| 6    | 5 mei 2013           | Nathalie Meskens, Showbizz Bart | 793.021        |
| 7    | 12 mei 2013          | Sam De Bruyn, Karen Damen       | 917.888        |
| 8    | 19 mei 2013          | Jelle De Beule, Tatyana Beloy   | 810.964        |
| 9    | 26 mei 2013          | Jeroen Meus, Bartel Van Riet    | 893.097        |
| 10   | 2 juni 2013          | Tom Waes, Cath Luyten           | 859.168        |

Seizoen 2
| Afl. | Datum van uitzending | Bekend duo                        | Aantal kijkers |
| ---- | -------------------- | --------------------------------- | -------------- |
| 1    | 23 maart 2014        | Evi Hanssen, Otto-Jan Ham         | 1.003.914      |
| 2    | 30 maart 2014        | Josje Huisman, Peter Van de Veire | 821.644        |
| 3    | 6 april 2014         | Staf Coppens, Mathias Coppens     | 923.107        |
| 4    | 13 april 2014        | Kevin Janssens, Axel Daeseleire   | 713.500        |
| 5    | 20 april 2014        | Véronique De Kock, Showbizz Bart  | 825.807        |
| 6    | 27 april 2014        | Sean Dhondt, Eva Daeleman         | 678.058        |
| 7    | 4 mei 2014           | Jelle Cleymans, Clara Cleymans    | 764.506        |
| 8    | 11 mei 2014          | Sien Eggers, Jonas Van Geel       | 835.780        |